# Signe de Phalen
Le signe de Phalen ou test de Phalen est une manœuvre utilisée lors d'un examen clinique à la recherche d'une compression du nerf médian dans le canal carpien (syndrome du canal carpien).
Il a été découvert par l'orthopédiste américain George S. Phalen (en).

## Technique

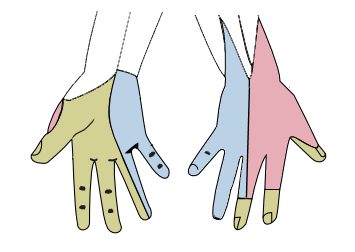
Innervation cutanée de la main droite. Les territoires innervés par le nerf médian apparaissent en vert, ceux du nerf radial en rouge et ceux du nerf ulnaire en bleu.

En pratique, on demande au patient :
- soit de lever le bras et de plier le poignet en dirigeant la paume de la main vers l'avant-bras pendant une minute ;
- soit d'adosser les deux mains l'une à l'autre et de les élever jusqu'à ce que les bras soient dans une ligne horizontale avec les coudes[1].

Si, en moins de 2 minutes, cette action provoque des fourmillements (paresthésies) dans le territoire du nerf médian c'est-à-dire la face antérieure du pouce, de l'index, du majeur et de la face externe de l'annulaire, ceci évoquant une compression du nerf médian dans le canal carpien.
Il est à noter que Phalen demandait au patient de se placer les coudes sur une table et de laisser les poignets fléchir librement en position maximale pendant au moins une minute. Il soulignait que ni l'examinateur ni le patient ne devait forcer la flexion pendant cette manœuvre. Cependant certains examinateurs préconisent une flexion forcée.

## Sensibilité et spécificité
La manœuvre de Phalen, lorsqu'elle est pratiquée correctement, donne des résultats variés chez des patients atteints du syndrome du canal carpien : dans de nombreuses études sur ce test, le taux de résultats positifs varient de 10 % à 88 % avec une moyenne à 62 %. La manœuvre peut cependant être positive chez des personnes ne présentant pas le syndrome dans 20 % des cas environ.
Les résultats donnent une sensibilité à entre 40 % et 88 % et une spécificité aux environs de 81 %.
Dans une étude, 64 % de 88 patients présentant un test de Phalen positif présentaient un électromyogramme (EMG) positif tandis que 51 % de 78 patients présentant un test de Phalen négatif avaient des résultats positifs à l'EMG. Ces résultats conduisent à la conclusion que les signes cliniques ne sont pas suffisants pour conclure à un syndrome du canal carpien et que l'EMG doit systématiquement être pratiqué avant tout acte thérapeutique.
La manœuvre de Phalen est plus sensible que le signe de Tinel.

## Test de Phalen inverse
Il est à noter qu'il existe un test de Phalen inverse avec extension des doigts et des poignets. Les résultats obtenus montrent une légère augmentation de la sensibilité par rapport au test de Phalen classique.